# North Myrtle Beach
North Myrtle Beach är en stad (city) i Horry County i South Carolina. Vid 2010 års folkräkning hade North Myrtle Beach 13 752 invånare.